# Augustin Gorsse
Pour les articles homonymes, voir Gorsse.
Augustin Gorsse est un homme politique français né le 20 septembre 1784 à Albi (Tarn) et décédé le 6 mars 1868 à Albi.

## Biographie
Entré à l'École polytechnique en 1802, il en sort officier d'artillerie. Il est mis en inactivité en 1815, et devient directeur des forges de l'Ouest, à Rennes, en 1817, puis directeur de la fabrique d'armes de Mutzig en 1824 puis sous-inspecteur de la fonderie de Strasbourg en 1828. En 1831, il est colonel et inspecteur des fonderies de Paris et maréchal de camp en 1841, commandant l'artillerie à Toulouse. Il est versé au cadre de réserve en 1846, et se lance alors en politique. Il est conseiller général dans le Tarn en 1847. Il est député du Tarn de 1852 à 1868, candidat officiel siégeant dans la majorité, et maire d'Albi de 1853 à 1859. À son décès, son fils Raymond Gorsse lui succède comme député.

## Sources
- « Augustin Gorsse », dans Adolphe Robert et Gaston Cougny, Dictionnaire des parlementaires français, Edgar Bourloton, 1889-1891 [détail de l’édition]